# Rhode-Saint-Genèse
Rhode-Saint-Genèse (en néerlandais : Sint-Genesius-Rode) est une commune à facilités de la périphérie bruxelloise située en Région flamande dans la province du Brabant flamand en Belgique. Rhode-Saint-Genèse fait partie de l'arrondissement judiciaire de Bruxelles et de l'arrondissement administratif et électoral de Hal-Vilvorde.
La commune fait partie de ce qui est appelé la périphérie sud (Zuidrand) de Bruxelles, et s'inscrit principalement dans la continuité de la localité de Uccle. Rhode-Saint-Genèse est communément considérée comme privilégiée, et est réputée pour ses quartiers résidentiels huppés en lisière de ville et ses espaces verts dont une partie de la forêt de Soignes.

## Géographie
| Linkebeek (Région flamande) | Uccle (Région de Bruxelles-Capitale) | Watermael-Boitsfort (Région de Bruxelles-Capitale) |
| Beersel (Région flamande)   | Rhode-Saint-Genèse                   | Hoeilaart (Région flamande)                        |
|                             | Braine-l'Alleud, (Région wallonne)   | Waterloo, (Région wallonne)                        |

## Héraldique
|  | Elles sont basées sur un sceau du collège échevinal d'Alsemberg et de Rhode de 1449 à 1459, représentant une tour hexagonale avec des tourelles latérales. Ceci est probablement une représentation de l'ancien clocher de l'église Notre-Dame d'Alsemberg. Blasonnement : D'argent au château flanqué de 2 tours au naturel. - Délibération communale : 30 janvier 1849 Source du blasonnement : Heraldy of the World. |

La commune possède des armoiries qui lui ont été octroyées le 26 janvier 1849. Elles montrent un château dérivé du plus ancien sceau connu de la ville, connu depuis 1459. Le château est probablement la tour fortifiée de l'église d'Alsemberg.
En 1991, le Conseil héraldique flamand a proposé de remplacer l'arme par un clocher de l'église romane en sable, ouvert et en briques locales, placé sur un terrain en herbe, mais les autorités municipales n'ont pas réagi à cela (voir Armes de Rhode-Saint-Genèse (nl)).

## Démographie
Graphe de l'évolution de la population de la commune.
- Source: DGS , de 1831 à 1981=recensements population; à partir de 1990 = nombre d'habitants chaque 1 janvier[5]

## Commune à facilités
Située en périphérie sud de Bruxelles et juste au nord de la Région wallonne, la commune est à majorité francophone (environ 64 %),, surtout en raison de l'installation de nombreux Bruxellois depuis de nombreuses décennies (phénomène dit de l'étalement urbain). Avant d'être rejointe par la ville, la localité n'était qu'un village comptant un nombre très réduit d'habitants par rapport au nombre actuel. Elle fait partie des communes à facilités de la « périphérie bruxelloise » au même titre que Kraainem, Drogenbos, Linkebeek, Wemmel et Wezembeek-Oppem.
Parmi les six communes flamandes à facilités linguistiques de la périphérie bruxelloise, elle est la seule qui soit à la fois limitrophe de la Région bruxelloise et de la Région wallonne : pour cette raison, certains Belges francophones souhaiteraient que la commune soit rattachée à Bruxelles-Capitale afin qu'il y ait une continuité territoriale entre la Région wallonne et la Région bruxelloise, toutes deux majoritairement francophones. Par le passé des demandes de rattachement à la zone bilingue composé des communes qui forment aujourd'hui la région de Bruxelles-Capitale avaient déjà été exprimées par le conseil communal en 1922, 1952 et 1956. Quelques Bruxellois ont même proposé qu'une mince portion peu habitée du territoire de cette commune soit exploitée pour faire un lien territorial entre les deux régions, par exemple la partie à l'est, près de la commune de Hoeilaart.
Lors de la fixation des frontières linguistiques, après qu'il fut envisagé dans un premier temps d'intégrer Rhode-Saint-Genèse dans la région bilingue de Bruxelles, la commune devint en 1963 — pour refléter la situation linguistique de l'époque où environ 27 % des habitants étaient francophones en application du dernier recensement à volet linguistique ( 1947) — une « commune à facilités », c'est-à-dire une commune à statut linguistique spécial, qui à l'époque n'appartenait à aucune région linguistique[réf. nécessaire]. Elle fut, comme d'autres communes à statut linguistique spécial, rattachée par la suite (en 1970) à la région linguistique néerlandaise, puis à la Région flamande née plus tard lors de la réforme de l'État de 1980.
Outre de dépendre administrativement des institutions flamandes, être une commune à facilités, du moins dans le cas de Rhode-Saint-Genèse, signifie principalement trois choses. Premièrement, la langue de travail de l'administration est le néerlandais. Deuxièmement, tous les avis destinés à l'ensemble de la population (affiches, panneaux, inscriptions diverses) doivent être bilingues. Troisièmement, l'administration, tant locale que régionale, communautaire ou fédérale, utilise avec chaque citoyen la langue que celui-ci utilise lors de ses contacts avec l'administration pour autant que cette langue soit le français ou le néerlandais. Dans ce cadre, les documents tant en français qu'en néerlandais y ont donc valeur officielle (convocations, mises en demeure, avis-extraits de rôle...). Ces dispositions sont protégées par la Constitution et des lois votées à majorité spéciale (dont la modification nécessite, entre autres, l'accord des deux communautés).

## Langue
La langue officielle est le néerlandais et des facilités linguistiques ont été accordées aux francophones dans les années 1960. L'enquête Kluft-Jaspers de 1969 révèle à cette époque une population composée à plus de 40 % de francophones. Au début des années 2010, les francophones représentent presque les 2/3 de la population de la commune,.
Des tables de conversation en néerlandais sont organisées hebdomadairement par Café Combinne afin de faciliter l'intégration.[non pertinent]

## Quelques chiffres
| Revenu                                   | Rhode-Saint-Genèse | Moyenne belge |
| ---------------------------------------- | ------------------ | ------------- |
| Revenu moyen net par habitant (en euros) | 25.272             | 18.331        |

Rhode-Saint-Genèse est une commune avec une part importante de la population qualifiée d'aisée, à comprendre dans le sens de disposant de revenus supérieurs à la moyenne nationale. La commune est par ailleurs reprise dans le classement des dix communes flamandes où le revenu est le plus élevé. Cela entraine des difficultés en matière d'accès au logement pour une partie significative de la population établie ou souhaitant y résider, le prix de vente et les loyers des habitations étant en moyenne plus élevés et augmentant plus rapidement que pour le reste de la province. À ce titre, la localité a été classée en 2021 comme quatrième commune la plus chère de la région flamande. Cette hausse des prix significative et structurelle présente depuis plusieurs années s'explique en partie par l'exode urbain des classes sociales supérieures de la région de Bruxelles-Capitale, désireuses de résider dans des communes vertes à proximité immédiate des facilités urbaines.
| Prix moyen de vente (en euros)      | 2000    | 2005    |
| ----------------------------------- | ------- | ------- |
| Villa, bungalow, maison de campagne | 364 007 | 673 362 |
| Appartement, flat, studio           | 121 612 | 255 909 |

Source : SPF Économie, Direction générale Statistique et Information économique

## Histoire
Dans l'ancien régime avant 1795 et le rattachement à la République française par le traité de Campo-Formio la mairie de Rhode, comprenant 29 villages, faisait partie du Quartier de Bruxelles.

## Vie politique

### Résultats des élections communales depuis 1976
| Partis                                        | 10-10-1976 | 10-10-1976 | 10-10-1982 | 10-10-1982 | 9-10-1988 | 9-10-1988 | 9-10-1994 | 9-10-1994 | 8-10-2000 | 8-10-2000 | 8-10-2006 | 8-10-2006 | 14-10-2012 | 14-10-2012 | 14-10-2018 | 14-10-2018 |
| Votes / Sièges                                | %          | 23         | %          | 25         | %         | 25        | %         | 25        | %         | 25        | %         | 25        | %          | 25         | %          | 25         |
| --------------------------------------------- | ---------- | ---------- | ---------- | ---------- | --------- | --------- | --------- | --------- | --------- | --------- | --------- | --------- | ---------- | ---------- | ---------- | ---------- |
| LB                                            | 9,4        | 1          | -          |            | -         |           | -         |           | -         |           | -         |           | -          |            | -          | -          |
| LBM                                           | -          |            | 46,19      | 0          | 45,77     | 12        | -         |           | -         |           | -         |           | -          |            | -          | -          |
| CVP                                           | 42,52      | 11         | -          |            | -         |           | -         |           | -         |           | -         |           | -          |            | -          | -          |
| NMR                                           | -          |            | -          |            | 3,11      | 0         | -         |           | -         |           | -         |           | -          |            | -          | -          |
| SP                                            | 6,99       | 1          | -          |            | -         |           | -         |           | -         |           | -         |           | -          |            | -          | -          |
| SAMEN (CD&V, Open VLD en sp.a)                | -          |            | -          |            | -         |           | -         |           | 38,95     | 9         | 34,25     | 8         | -          |            | -          | -          |
| A P R 76                                      | 41,1       | 10         | -          |            | -         |           | -         |           | -         |           | -         |           | -          |            | -          | -          |
| IC-GB (Intérêts Communaux – Gemeentebelangen) | -          |            | 26,17      | 7          | 51,12     | 0         | 54,71     | 15        | 61,05     | 16        | 63,94     | 17        | 65,53      | 17         | 69,28      | 18         |
| APR                                           | -          |            | 22,71      | 5          | -         |           | -         |           | -         |           | -         |           | -          |            | -          | -          |
| RAD-UDR                                       | -          |            | 4,93       | 0          | -         |           | -         |           | -         |           | -         |           | -          |            | -          | -          |
| CVR                                           | -          |            | -          |            | -         |           | 27,17     | 7         | -         |           | -         |           | -          |            | -          | -          |
| RODE                                          | -          |            | -          |            | -         |           | 14,68     | 3         | -         |           | -         |           | -          |            | -          | -          |
| UNP                                           | -          |            | -          |            | -         |           | 3,45      | 0         | -         |           | -         |           | -          |            | -          | -          |
| Rode&Rhode                                    | -          |            | -          |            | -         |           | -         |           | -         |           | 1,8       | 0         | -          |            | -          | -          |
| Engagement 1640 (anciennement "Respect")      | -          |            | -          |            | -         |           | -         |           | -         |           | -         |           | 34,47      | 8          | 30,72      | 7          |
| Total des votes                               | 9231       | 9231       | 10508      | 10508      | 10693     | 10693     | 10479     | 10479     | 10754     | 10754     | 11044     | 11044     | 10337      | 10337      | 9693       | 9693       |
| Participation %                               |            |            |            |            | 94,46     | 94,46     | 91,73     | 91,73     | 91,12     | 91,12     | 92,45     | 92,45     | 89,30      | 89,30      | 90,50      | 90,50      |
| Votes blancs ou nuls %                        | 2,47       | 2,47       | 2,4        | 2,4        | 3,42      | 3,42      | 4,48      | 4,48      | 4,26      | 4,26      | 3,54      | 3,54      | 4,01       | 4,01       | 8,10       | 8,10       |

## Habitants célèbres
- Le prince Alexandre de Belgique, demi-frère du roi Albert II ;
- Arthur Grumiaux, violoniste, habitait la commune  ;
- Charles Bertin, écrivain ;
- Koen Wauters, chanteur du groupe Clouseau ;
- Albert Bontridder, architecte et poète ;
- Thierry Bontridder, sculpteur et créateur de bijoux contemporains ;
- Herman Van Rompuy, ancien premier ministre belge et ancien président du Conseil européen ;
- Georges Clerfayt, ancien président du FDF, ancien député fédéral, a siégé au Conseil de l'Europe ;
- Eduardo del Pueyo, pianiste, il vivait au 21, avenue du Verger ;
- Kim Gevaert, réside dans la commune ;
- Johan Van Mullem, artiste multidisciplinaire, vit et travaille dans la commune ;
- Jacques Veraart, artiste peintre ;
- Marcel Maas (1897-1950), pianiste belgo-néerlandais, a résidé dans la commune (depuis au moins 1941) ;
- Sophie Wilmès, ancienne première ministre belge ;
- Sophie Rohonyi, députée fédérale ;
- Emmanuel d'Hooghvorst (1914-1999), philosophe et hermétiste belge[réf. nécessaire].

## Sites et monuments

### Protégés (et date d'inscription)
- Étangs de Sept Fontaines et environs, site rural, 20 octobre 1947
- Forêt de Soignes et bois des Capucins, site rural, 2 décembre 1959
- Boesdaalhoeve et four, monument, 22 février 1974
- Ferme Hof ten Berg et environs, site rural et monument, 15 octobre 1976
- Orgue de l’église Saint-Genèse, monument, 12 octobre 1981
- Ferme Sainte-Anne et Hof te Landsrode et leurs environs, site rural et 2 monuments, 22 août 1980
- Hof te Kreftenbroek et environs, site rural et monument, 16 novembre 1981
- Hof te Rode et environs, site rural et monument, 16 novembre 1981
- Ferme Blaret et environs, site rural et monument, 16 novembre 1981
- Hof ten Hout et environs, site rural et monument, 16 novembre 1981
- Ancienne ferme abbatiale de Sept Fontaines et moulin à eau, deux monuments, 16 novembre 1981
- Château de Revelingen, ferme du château, ferme Sainte-Gertrude et environs, site rural et deux monuments, 16 avril 1982
- Villa Leborgne avec maison de chauffeur et jardin environnant, site rural et monument, 2 mars 1990
- Quartier résidentiel Pompe-Rubbers site rural, 2 avril 1996
- Maison Albert Bontridder et jardin, monument, 13 novembre 2003
- Gare ferroviaire, parvis, quai, guérite à signaux, monument, 13 novembre 2003
- Pavillon Robert Mestdagh, monument, 13 novembre 2003
- Maison Robert Wéry, monument, 13 novembre 2003
- Villa Muller (1938), monument, 9 juin 2017 (de l'architecte Marcel Spittael, 17 avenue des Hêtres)

### Non protégés
- Hôtel particulier Féron (1905), de l'architecte Victor Horta, avenue Bon Air.

### Lieux emblématiques
- Villa de Mobutu Sese Seko, ancien président du Congo-Kinshasa
- L'Espinette centrale et la grande-Espinette : lieux-dits le long de la chaussée de Waterloo

## Économie

### Agriculture et élevage
- Ferme Sainte-Gertrude (betteraves, pommes de terre, blé, lin, maïs, colza, vaches laitières et à viande...) ;
- Ferme de Revelingen (betteraves, pommes de terre, blé, lin, maïs, vaches à viande...) ;
- Ferme Sainte-Anne (betteraves, pommes de terre, blé, maïs, vaches laitières et à viande...).

## Folklore
Les géants Tist et Triene, baptisés le 25 septembre 1954, sortent à l'occasion des festivités publiques. Leurs enfants se dénomment Wanjke et Jefke. Un plateau servant au transport de tartes aux fruits est posé sur la tête de Triene. La structure, les vêtements et têtes des géants ont été rénovés en 2016.

## Divers
- Les scènes du film Bunker Paradise (2006) de Stefan Liberski qui ont été tournées dans la maison de John Devaux (interprété par Jean-Paul Rouve) ont été tournées dans la villa Urvater, sise au 59 de l'avenue Lequime dans la commune.
- Certaines scènes du film C'est arrivé près de chez vous avec Benoît Poelvoorde (lorsqu'il dit vouloir aller voir le quartier des « riches ») ont été tournées dans le quartier de l'ancien golf.

## Notes et références

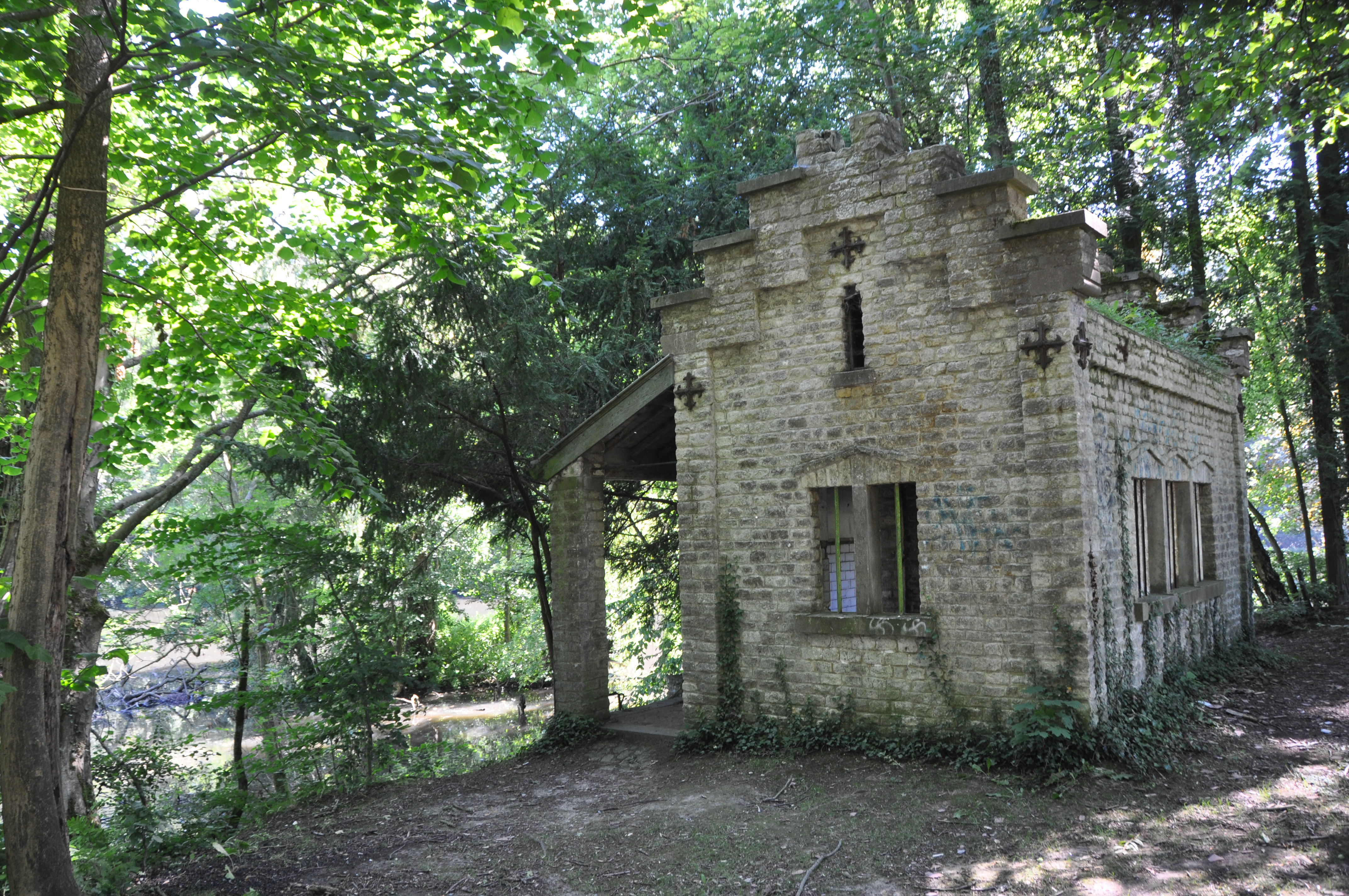
Ruine du prieuré de Sept Fontaines.